# NGC 2363-V1
NGC 2363-V1 — яркая голубая переменная звезда в области звездообразования NGC 2363, расположенная в дальней юго-западной части неправильной галактики NGC 2366 в созвездии Жирафа вблизи северного полюса мира. Звезду в 1996 году открыли Laurent Drissen, Jean-Rene Roy и Carmelle Robert при исследовании изображений, полученных телескопом «Хаббл».
NGC 2363-V1 является одной из самых ярких известных звёзд. В течение последних 20 лет происходит повышение температуры и светимости звезды после увеличения темпа потери массы. Значительная перемена блеска редка у ярких голубых переменных, NGC 2363-V1 обладает спектром гипергиганта класса B, похожим на спектр P Лебедя, в отличие от спектра Эты Киля.